# Eichen-Buchenwald Strothbach
Der Eichen-Buchenwald Strothbach ist ein Naturschutzgebiet mit einer Größe von 2,59 ha im Ortsteil Dalbke der Stadt Bielefeld. Es ist Teil des seit dem 3. Juni 1995 rechtskräftigen Landschaftsplans und wird mit der Nummer BI-032 geführt. Es dient der Erhaltung und Pflege eines naturnahen Buchen-Eichenwaldes, der aufgrund seines hohen Alters eine besondere Bedeutung für baumhöhlenbewohnende Arten aufweist.

## Lage
Die Schutzzone befindet sich komplett auf dem Gebiet der Ortschaft Dalbke, einem Ortsteil des Bielefelder Stadtbezirks Sennestadt. Den östlichen Abschluss der Fläche bildet die von Bielefeld nach Paderborn führende Senne-Bahn, während im Süden und Westen jeweils Industriegelände an den Eichen-Buchenwald angrenzt. Der nördliche Abschluss wird durch den namensgebenden Strothbach gebildet. Rund 300 Meter nördlich befindet sich mit dem Esselhofer Bruch eine weitere als Naturschutzgebiet ausgewiesene Fläche.

## Charakteristik
Charakteristisch für das kaum mehr als vier Fußballfelder große Waldstück ist neben der Besiedlung durch Stechpalmen der Bestand alter Eichen und Rotbuchen, deren Stämme vielfach Baumhöhlen sowie Stammspalten aufweisen. Eine Zählung im März 2010 ergab 65 Höhlenbäume mit mindestens 90 Spechthöhlen, von denen allein 53 Höhlen dem Schwarzspecht zugeordnet werden konnten. Die mitunter bereits sehr alten Höhlen werden jedoch auch durch die Arten Grünspecht, Kleinspecht, Waldkauz und Hohltaube besiedelt. Ferner befindet sich innerhalb der Schutzzone Bielefelds größte baumbrütende Dohlenkolonie mit rund 20 Brutpaaren.
Die in den Bäumen befindlichen Rinden- und Stammspalten bilden eine Behausung für verschiedene Fledermausarten. Bei einer Kartierung im Jahr 2008 konnten im Gebiet die Arten Großer Abendsegler, Kleiner Abendsegler, Braunes Langohr und Zwergfledermaus nachgewiesen werden.

## Nutzungskonflikt
Ein Bebauungsplan der Stadt Bielefeld von 1976 hat den Bereich noch als Industriegebiet ausgewiesen. Dementsprechend haben sich eine Reihe von Firmen angesiedelt. Unter anderem auch die 1931 in Bielefeld gegründete Spedition Wahl & Co, die ein Betriebsgelände in Nachbarschaft zum Naturschutzgebiet unterhält und Erweiterungspläne verfolgt. 2019 beschloss die Stadt Bielefeld die Teilaufhebung des Bebauungsplanes zugunsten des widersprechenden Landschaftsplanes. Im Rahmen einer Normenkontrolle ließ unter anderem die Spedition gerichtlich überprüfen, ob ein Naturschutzgebiet mitten im Industriegebiet ausgewiesen werden darf. Das Oberverwaltungsgericht für das Land Nordrhein-Westfalen hat 2021 die Änderung des Bebauungsplanes schließlich bestätigt und den jahrzehntelangen Nutzungskonflikt im Sinne des Naturschutzrechtes aufgelöst.